# Шведські винаходи
Шведські винаходи — завдяки винаходам шведських вчених, людство отримало багато додаткових зручностей в життєдіяльності та використовуванні деяких повсякденних речей.

## Пляшка Coca-Cola
Майже кожна людина у світі дізнається пляшку Coca-Cola завдяки особливій формі. Хоча сам напій був винайдений Джоном Пембертоном, знакова пляшка, в якій кола продається сьогодні, була розроблена шведом Олександром Самуельсоном.

## Корабельний гвинт
Одно з найважливіших винаходів, які зробили сучасні подорожі можливими, був гвинт. Спочатку він був розроблений для судів і запатентований шведським винахідником Джоном Ерікссоном в 1836 році. Більш того, Ерікссон побудував Yankee, який допоміг Півночі здобути перемогу над Півднем в Громадянській війні США.

## Застібка «блискавка»
Розроблена вона була шведсько-американським винахідником Гідеон Сундбек. Запатентував він цю застібку в 1917 році.

## Температурная шкала Цельсія
Шкала, яка сьогодні використовується у всьому світі, за винятком п'яти країн, була розроблена математиком і астрономом Андерсом Цельсієм. Спочатку в цій шкалі за нуль була прийнята точка кипіння води, а за 100 °C — температура замерзання води. «Перегорнули» шкалу вже після смерті Цельсія ботанік Карл Лінней і астроном Мортен Штремер.

## Ультразвук
Ультразвук був розроблений в Швеції. У 1970-х роках шведський лікар Інге Едлер спільно з австрійським дослідником Карлом Гельмутом Герцена розробили перший в світі УЗД — неінвазивний спосіб досліджувати серце і внутрішні органи людини.

## Комп'ютерна миша
Серійний винахідник Хакан Ланс винайшов «прабатька» комп'ютерної миші. Він також розробив кольорову комп'ютерну графіку, яка сьогодні використовується майже в кожному комп'ютері.

## Динаміт
Один з найвідоміших шведів, Альфред Нобель винайшов динаміт в 1866 році. Це зробило справжню революцію в будівельній і розвідувати промисловості.

## Кардіостимулятор
Пристрій, який врятував мільйони життів, кардіостимулятор був розроблений в 1958 році Руне Елмквістом. Працюючий від батареї прилад поміщається всередину тіла людини, щоб регулювати нерегулярне серцебиття, випускаючи електричні імпульси для забезпечення правильного скорочення м'язів.

## Триточковий пасок безпеки
Вув створений шведом Нільсом Болін для Volvo.

## Skype
Skype був винайдений в Швеції невеликою командою, яка потім продала свою розробку Microsoft за $ 8,5 млрд в 2011 році.

## Розвідний ключ
Регульований гайковий ключ (або розвідний гайковий ключ) є одним з найбільш широко використовуваних шведських винаходів, яке можна знайти майже в кожному наборі інструментів. Запатентував його Юхан Петтер Юханссон в 1891 році.

## Доїльний апарат
Створив цей апарат шведський винахідник Густав де Лаваль, який винайшов доїльний апарат в 1896 році (він також винайшов сепаратор для поділу вершків і молока).

## Сірники
Хоча сірники фактично не були винайдені в Швеції, поки ними не зайняв Густаф Ерік Паш, вони були дуже небезпечними. Саме професор Каролінгського інституту Густаф Ерік Паш замінив білий фосфор на нешкідливий червоний. Також він запропонував додавати фосфор не в сірникові головки, а наносити його на окрему платівку на коробці.

## Слухавка
Відома шведська телекомунікаційна компанія Ericsson була заснована Ерікссоном в 1876 році. Його першим масовим успішним продуктом був телефонний апарат з трубкою (в якій динамік і мікрофон були вбудовані в один окремий корпус). Раніше користувачам телефонів доводилося однією рукою тримати динамік біля вуха, а інший мікрофон біля рота.

## GPS
Хоча шведи безпосередньо не винайшли GPS (Global Positioning System), Хакан Ланс зробив дуже важливою винахід, на основі якого і з'явилася GPS. Його AIS (автоматична ідентифікаційна система) стала стандартом для стеження за морським і повітряним транспортом з метою уникнення зіткнень.